# Миодраг Милутиновић
Миодраг Милутиновић (Београд, 23. јул 1989) српски је ликовни уметник. Специјалност му је израда фресака.

## Биографија
Академију СПЦ за уметности и конзервацију у Београду уписао 2008. године и завршио 2012. на студијском програму за Црквене уметности (ОАС), смер фрескопис, код проф. Горана Јанићијевића. Академске мастер студије завршио одбранивши рад на тему „Аутор и дело; поетика и структурализам“ новембра 2014. код ментора, проф. Горана Јанићијевића. Тренутно је на докторским студијама на Факултету примењених уметности у Београду. За време студија излагао је на многим колективним изложбама (2008–2014). Активно је учествовао у осликавању десет цркава и извођењу осам самосталних пројеката у земљи и иностранству (2009–2015).
Добитник је Ордена Марије Магдалене трећег степена, Пољске православне цркве, Пољска, 2015.

## Списак уметничких односно научних и стручних радова
Самостални пројекти: Параклис Свете Касијане манастира Милешева, Трпезарија конака Манастира Милешева,Параклис Богословије Свети Сава, Београд, Воздвижење Часног Крста у Попраду (Словачка), Спомен црква Светог Јована Шангајског на Церу. Црква Светог Николаја Жичког, Бијалисток (Пољска), Иконостас за параклис Светог Николаја Жичког (Пољска), Црква Свете Недеље, Београд (пројекат у току), Литијска икона Деспота Стефана Лазаревића (Вазнесенска црква, Београд), Икона Богородица-Млекопитатељица, за Богородичин трон Вазнесенске цркве (Београд).
Написао је теоријски рад Структурализам у теорији савременог живописа, Висока школа СПЦ за уметности и консервацију, Живопис 8, Београд 2014.

## Групни пројекти
Групни пројекти: Црква Вазнесења Господњег у Старом Лецу, Црква Силаска Светог Духа на апостоле у Рипњу, Црква Свете Тројце у Шашинцима, Црква Вазнесења Господњег у Крупњу, Црква Свете Петке у Красави, Црква Вазнесења Господњег у Белој Паланци, Црква Светог Георгија у Завидинцима, Спомен црква у Старом Броду (Вишеград), Параклис при Цркви Преображења Господњег на Златибору, Црква Светог Саве, Клинвленд (САД). Такође је радио изложбу посвећену Косову и Метохији „ Да се не заборави”. Учествовао је на изложби „ 20. година Лесковачке школе стрипа”

## Изложбе самосталне
Изложбе (самосталне): Симпозијум Српска теологија данас, ПБФ, 2013. године, Путевима Нектарија Србина,2015. године, Бијалисток (Пољска).
Изложбе (колективне): Недеља православља у Темишвару, 2010. 1700 година после, Народни музеј Зајечар, 2011, Културни центар Србије у Паризу, 2013. Изложба савременог иконописа, Крагујевац – Лазаревац, 2013, Овим побеђуј, Светосавски дом на Врачару, 2013. године и друге.

## Стручне радионице
Иконописачка радионица, Бугојно, 2013.
Иконописачка радионица, Мишићи – Сарајево, 2015.
Приказ фреско техинке у склопу манифестације Видовдан, Бијалисток, Пољска, 2015.